# Берьё
Берьё (фр. Berrieux) — коммуна во Франции, находится в регионе Пикардия. Департамент коммуны — Эна. Входит в состав кантона Гиньикур. Округ коммуны — Лан.
Код INSEE коммуны — 02072.

## Население
Население коммуны на 2010 год составляло 177 человек.
| 1962 | 1968 | 1975 | 1982 | 1990 | 1999 | 2010 |
| ---- | ---- | ---- | ---- | ---- | ---- | ---- |
| 182  | 162  | 142  | 166  | 162  | 161  | 177  |

## Экономика
В 2010 году среди 113 человек трудоспособного возраста (15—64 лет) 90 были экономически активными, 23 — неактивными (показатель активности — 79,6 %, в 1999 году было 60,6 %). Из 90 активных жителей работали 74 человека (42 мужчины и 32 женщины), безработных было 16 (9 мужчин и 7 женщин). Среди 23 неактивных 7 человек были учениками или студентами, 7 — пенсионерами, 9 были неактивными по другим причинам.